# Pontificia accademia
Con il nome di Pontificia accademia si indicano alcune istituzioni della Chiesa cattolica di diversa natura: le Accademie pontificie a carattere culturale e la Pontificia accademia ecclesiastica per la formazione del corpo diplomatico della Santa Sede.

## Accademie pontificie
Le Accademie pontificie sono enti culturali che raccolgono studiosi e cultori di una o più materie con scopi scientifici e miranti all'approfondimento della cultura.  Gli "accademici" si distinguono per aver dato un reale contributo agli studi sacri, letterali, storici, scientifici, sociali ed artistici (ecc.).
Giovanni Paolo II così si esprimeva nel 2001: "Le Pontificie Accademie possono offrire un prezioso contributo, orientando le scelte culturali della comunità cristiana e di tutta la società e proponendo occasioni e strumenti di confronto tra fede e culture, tra rivelazione e problematiche umane. Esse sono chiamate altresì a suggerire percorsi di conoscenza critica e di dialogo autentico, che pongano sempre l'uomo e la sua dignità al centro di ogni progetto al fine di promuoverne lo sviluppo integrale e solidale".
Le Accademie pontificie sono:
- Pontificia accademia delle scienze (già Pontificia Accademia dei Nuovi Lincei)
- Pontificia accademia delle scienze sociali
- Pontificia accademia per la vita

Sette Accademie pontificie si trovano sotto il coordinamento del Dicastero per la cultura e l'educazione:
- (1542) Pontificia accademia dei Virtuosi al Pantheon
- (1718) Pontificia accademia di teologia
- (1810) Pontificia accademia romana di archeologia
- (1879) Pontificia accademia Cultorum martyrum
- (1879) Pontificia accademia di San Tommaso d'Aquino
- (1959) Pontificia accademia mariana internazionale
- (2012) Pontificia accademia di latinità

Ogni anno, secondo la loro materia, le accademie bandiscono un concorso con un premio per promuovere giovani studiosi nel continuare la loro ricerca.
Dal 1847 fino al 2012 è esistita anche la Pontificia accademia dell'Immacolata, soppressa in quell'anno da papa Benedetto XVI e fatta confluire nella Pontificia accademia mariana internazionale.

## Pontificia accademia ecclesiastica
Di diversa natura è, invece, la Pontificia accademia ecclesiastica, che non ha carattere culturale, ma è l'istituzione che cura la preparazione dei sacerdoti destinati al servizio diplomatico della Santa Sede presso le varie nunziature o presso la segreteria di Stato della Santa Sede.